# The ReVe Festival: Finale
The ReVe Festival: Finale es el primer álbum recopilatorio de Red Velvet. También es considerado como la reedición de los miniálbumes: The ReVe Festival: Day 1 y The ReVe Festival: Day 2. Fue lanzado el 23 de diciembre de 2019 por SM Entertainment. El álbum contiene dieciséis canciones previamente lanzadas en los dos discos anteriormente mencionados, incluyendo tres canciones nuevas y el sencillo «Psycho». El mismo día, se lanzó un miniálbum digital, que incluye solo las nuevas canciones.

## Promoción
El álbum fue anunciado en redes sociales el 12 de diciembre de 2019 con foto teasers al estilo de pósteres de películas con los eslogan: «No le tengas miedo a la oscuridad. Los fuegos artificiales iluminarán el cielo» y «Mantente en la magia incluso después del anochecer. Comienzan los fuegos artificiales». El 15 de diciembre, fue revelada la lista con las canciones, incluyendo los nuevos temas «Psycho», «In & Out», «Remember Forever» y «La Rouge» como un bonus track que se interpretó durante su tercer concierto del 23 al 24 de noviembre en la Universidad Koryo, Seúl. Se suponía que la promoción del disco tendría lugar en Gayo Daejeon el 24 de diciembre, pero como Wendy se hirió en un ensayo, no asistieron a una ceremonia en vivo, sino que se mostró una versión pregrabada.

## Éxito comercial
«Psycho» encabezó todas las listas musicales de Corea del Sur después de su lanzamiento, siendo su segunda canción en alcanzar un all-kill después de haberlo obtenido con «Power Up» en 2018.

## Lista de canciones
| The ReVe Festival: Finale |                                                                                | |                                           |          |  |
| N.º                       | Título                                                                         | Música | Escritor(es)                              | Duración |  |
| 1.                        | «Psycho»                                                                       | Druski, Cazzi Opeia, EJAE, Kenzie                                                                           | Kenzie                                    | 3:31     |  |
| 2.                        | «In & Out»                                                                     | Cazzi Opeia, Kenzie, Moonshine                                                                              | Kenzie                                    | 3:13     |  |
| 3.                        | «Remember Forever»                                                             | Chang Yeo-jin, Louise Frick Sveen, Royal Dive, Lee Seu-ran                                                  | Lee Seu-ran, Jang Yeo-jin (Lalala Studio) | 3:08     |  |
| 4.                        | «Eyes Locked, Hands Locked» (눈 맞추고, 손 맞대고; nun matchugo, son matdaego) | Sumin, Jeong Dong-hwan                                                                                      | Sumin                                     | 4:11     |  |
| 5.                        | «Ladies Night»                                                                 | Chu Dae-gwan (Mono Tree), Andreas Öberg, Maja Keuc                                                          | Park Ji-yeon (Mono Tree)                  | 3:57     |  |
| 6.                        | «Jumpin»                                                                       | Kenzie, Caesar & Loui, Ylva Dimberg                                                                         | Kenzie                                    | 3:36     |  |
| 7.                        | «Love Is the Way»                                                              | Ryan S. Jhun, Denzil “DR” Remedios, Nermin Harambasic, Rodnae “Chikk” Bell, Courtney Woolsey, Charite Viken | Goo Tae-woo, Shin Hye-sun (Jam Factory)   | 3:32     |  |
| 8.                        | «Carpool» (카풀; kapul)                                                        | Sophia Ayana, Léon Paul Palmen, Nathan Cunningham, Marc Sibley                                              | Kenzie                                    | 3:27     |  |
| 9.                        | «Umpah Umpah» (음파음파; eumpa-eumpa)                                          | Christoffer Lauridsen, Andreas Öberg, Allison Kaplan                                                        | Jeon Gandi                                | 3:40     |  |
| 10.                       | «LP»                                                                           | Ryan S. Jhun, Hanif Hitmanic Sabzevari, Dennis DeKo Kordnejad, Pontus PJ Ljung, Anna Isbäck                 | Seo Ji-eum                                | 3:27     |  |
| 11.                       | «Parade» (안녕, 여름; Annyeong, Yeoreum)                                       | Fredrik Häggstam, Johan Gustafsson, Sebastian Lundberg, Ylva Dimberg                                        | Seo Ji-eum                                | 3:13     |  |
| 12.                       | «Bing Bing» (친구가 아냐; Chinguga Anya)                                       | Will Simms, Ylva Dimberg, Neil Athale                                                                       | Kim Soo-jin (Jam Factory)                 | 3:27     |  |
| 13.                       | «Milkshake»                                                                    | Moonshine, Cazzi Opeia, Boots a.k.a. Per Kristian Ottestad                                                  | Kim Bo-eun (Jam Factory)                  | 3:30     |  |
| 14.                       | «Sunny Side Up!»                                                               | Moonshine, Ellen Berg, Cazzi Opeia                                                                          | Jeon Gandi                                | 3:23     |  |
| 15.                       | «Zimzalabim» (짐살라빔; Jimsallabim)                                           | Olof Lindskog, Daniel Caesar, Ludwig Lindell, Hayley Aitken                                                 | Lee Seu-ran                               | 3:10     |  |
| 55:35                     |                                                                                | |                                           |          |  |

## Reconocimientos

### Premios y nominaciones
| Año  | Evento                  | Premio                        | Resultado | Ref.  |
| ---- | ----------------------- | ----------------------------- | --------- | ----- |
| 2020 | Asian Pop Music Awards  | Álbum del año extranjero      | Nominado  | [ 7 ] |
| 2020 | Melon Music Awards      | Álbum del año                 | Nominado  | [ 8 ] |
| 2021 | Gaon Chart Music Awards | Álbum del año - 1.º trimestre | Nominado  | [ 9 ] |

## Posicionamiento en listas
| Lista (2019-2020)                                | Mejor posición |
| ------------------------------------------------ | -------------- |
| España (PROMUSICAE)                              | 80             |
| Estados Unidos (Billboard World Albums)          | 3              |
| Estados Unidos (Billboard Heatseekers Albums)    | 2              |
| Estados Unidos (Billboard Digital Albums)        | 22             |
| Estados Unidos (Billboard Independent Albums)    | 8              |
| Estados Unidos (Billboard Top Tastemaker Albums) | 3              |
| Estados Unidos (Billboard Top Album Sales)       | 40             |
| Corea del Sur (Gaon Album Chart)                 | 1              |
| Japón (Oricon Album Chart)                       | 24             |
| Japón (Japan Hot Albums)                         | 45             |

## Historial de lanzamiento
| Región | Fecha                   | Formato                 | Discográfica     |
| ------ | ----------------------- | ----------------------- | ---------------- |
| Varios | 23 de diciembre de 2019 | CD, descarga, streaming | SM Entertainment |